# Kardhüvely
A kardhüvely egy tok, mely a kardok, kések vagy nagyobb pengék tárolására szolgál. A hüvelyeket az elmúlt ezer évben rengeteg anyagból készíthették, például bőrből, fából, rézből vagy acélból.

## Ősi kardhüvelyek
A fa kardhüvelyek gyakran szövettel vagy bőrrel voltak lefedve. A bőrrel lefedetteknél helyenként az anyag ki volt fúrva és kis fémtartozékok voltak beleillesztve az egyes lyukakba, egyrészt hogy jobban védjék magát a kardot, másrészt ezekbe a kis tartozékokba bele tudtak akasztani más tárgyakat is, így megkönnyítve azok cipelését. A kardhüvelyeket leginkább az övükhöz kötötték és úgy vitték, vagy a vállukon levő kardszíjra erősítették magát a kardot, és úgy hordták. A japán kardoknak volt egy fa kardburkolatuk, a szaja (saya (鞘)), amely meggátolta, hogy a pengével megvágják magukat mozgás, vagy egyéb körülmények között a használóik. Rengeteg kardhüvely, mint például a rómaiaké és a görögöké kicsi és könnyű volt, leginkább arra voltak tervezve, hogy tartsák a kardot, ne pedig védjék azt. A vaskor idején a fém kardhüvelyek Európában a vagyonosabb réteg, úgymond az elitek megkülönböztető jegye volt a társadalomban. Ezeket gazdagon díszítették, festették is, (kevés adat áll rendelkezésre a vaskor idején, Európában készült faépítésű kardhüvelyekről). A kardhüvelyek dekoratív kidolgozásuk miatt a vaskor második felében még fontosabbak lettek az emberek számára. A díszített kardhüvelyekből kevés példány maradt fenn, i. e. 200-ban már ritkaságnak számítottak. Találtak néhány régi hüvelyt különböző fegyverszállítmányokból, melyekből számos szőrmebéléses volt. A szőrmét olajjal bekenve tárolták, így a rozsda nem rakódott rá a kardra. A kardot így könnyebben, gyorsabban lehetett előhúzni.

## Modern kardhüvelyek

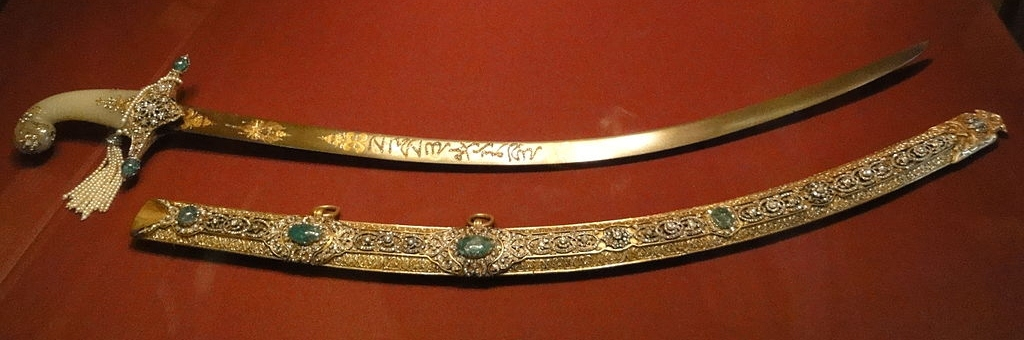
Fejedelmi Mughal szablya drágakő berakásos kardhüvellyel

Európában a 19. században a teljesen fémből készült kardhüvelyek váltak elterjedtté, kiszorítottak minden más fajta kardhüvelyt. A fém strapabíróbb, tartósabb volt, mint a bőr, és jobban ellenállt a harctéri használat viszontagságainak, különösen a lovas csapatok közt. Továbbá a fém alkalmasabbá tette katonai felhasználásra és még bővebb díszítést is adhatott. Ezen felül a bőrhüvely elveszítette a katonai népszerűségét, utoljára az amerikai polgárháborúban (1861–1865) használták széles körben. Egyes egységek a katonai rendészetből, parti őrségből, rendvédelmi szervekből és egyéb csoportokból használták a bőrhüvelyt gumibotként. Eredetileg a hüvelyt háton viselték, hogy gyorsan kihúzhassák, de ez csak a kelta törzseknél volt elterjedt, és csak a rövid pengéjű kardokkal. Ez azért volt, mert egy kétkezes kardot szinte lehetetlen lett volna, és egy egykezes kardot is különösen nehéz lett volna előhúzni háton hordott hüvelyből. Az elképzelés, mely szerint a hosszú kardokat a hátukról húzzák elő, egy modern ötlet, amely népszerű lett a történetekben, tévesen elhitetve az emberekkel, hogy ez általános volt a középkorban is. A legismertebb példák erre A rettenthetetlen vagy a The Legend of Zelda sorozat. Van némi információ arról is, hogy mongol könnyűlovas-íjászok, kínai katonák, japán szamurájok és európai lovagok viseltek a vállukon átvetve kardszíjat, így hosszabb kardokat vihettek a hátukon rögzítve, például az úgynevezett zweihandlert vagy nodacsit/odacsit (nodachi/odachi), habár ezeket is le kellett venniük a hátukról, hogy ki tudják húzni a hüvelyből.
Barry Cunliffe azt írja The Ancient Celts című könyvének 94. oldalán, hogy: „A felszerelés összes része (pajzs, lándzsa, kard, láncing), ami megemlítésre kerül a szövegben, tükrözi a régészek jelentőségét és a meglévő képi forrásokat, de ezek között regionális eltérés is található, mint például Parisii of Yorkshire, ahol a kardokat a hátukon hordták és a fejük mögül húzták elő”.

## Általános kifejezések
A fémrészt, ahol a kard bekerül a hüvelybe, toroknak nevezik, ami általában egyben van a hüvellyel, ezen pedig egy gyűrű van azzal a céllal, hogy megkönnyítse a hordozást. A hüvelyen belül a penge hegyét egy fémsapka védi, ami fém és bőr hüvelyeknél egyaránt előfordul, ezt pedig cipőnek hívják.

## Fordítás
Ez a szócikk részben vagy egészben  a   Scabbard című angol Wikipédia-szócikk ezen változatának fordításán alapul.  Az eredeti cikk szerkesztőit annak laptörténete sorolja fel. Ez a jelzés csupán a megfogalmazás eredetét és a szerzői jogokat jelzi, nem szolgál a cikkben szereplő információk forrásmegjelöléseként.